# توماس نيكسون كارفر
توماس نيكسون كارفر (بالإنجليزية: Thomas Nixon Carver)‏ هو اقتصادي أمريكي، ولد في 25 مارس 1865 في آيوا في الولايات المتحدة، وتوفي في 8 مارس 1961 في سانتا مونيكا في الولايات المتحدة.